# Hector Landouzy
Pour les articles homonymes, voir Landouzy.
Marc Hector Landouzy, né à Épernay (Marne) le 6 janvier 1812 et mort à Ivry-sur-Seine le 1er mars 1864, est un médecin français.

## Biographie
Établi à Reims en 1840, il est élu la même année membre correspondant de l’Académie nationale de médecine. Il est directeur de l’École préparatoire de médecine de Reims à sa fondation en 1853. Auteur de nombreux mémoires, il publie un Traité complet de l'hystérie en 1846, publie dans les Travaux de l'Académie nationale de Reims. 
Il épousa Louise Zoé Pioche et leur fils, Louis Landouzy, fut également médecin. Hector Landouzy repose au cimetière du Nord de Reims et une rue Landouzy existe à Reims.